# Rino Rappuoli
Rino Rappuoli (Radicofani, Italia 4 de agosto de 1952) es Jefe Científico y Jefe de Investigación y Desarrollo Externo (I + D) en Vacunas GlaxoSmithKline (GSK). Anteriormente, se desempeñó como científico visitante en la Universidad Rockefeller y en la Escuela de Medicina de Harvard y ocupó cargos en Sclavo, Vaccine Research y CSO, Chiron Corporation y Novartis Vaccines.

## Educación
Rappuoli obtuvo su doctorado y licenciatura en ciencias biológicas en la Universidad de Siena.
Es conocido mundialmente por su trabajo en vacunas e inmunología. Cofundó el campo de la microbiología celular, una disciplina que combina la biología celular y la microbiología, y fue pionero en el enfoque genómico para el desarrollo de vacunas conocido como vacunología inversa. 
Rappuoli lideró el desarrollo de Chiron Corporation de vacunas antigripales adyuvantes, la vacuna conjugada MENJUGATE (R) contra la enfermedad meningocócica-C y la primera vacuna bacteriana recombinante contra la tos ferina. Actualmente, Rappuoli participa activamente en la investigación y el desarrollo de más vacunas contra la enfermedad meningocócica y la gripe aviar y pandémica.
Rappuoli se unió a Chiron como jefe de investigación de vacunas en Europa en 1992 con la adquisición de la empresa italiana de vacunas Sclavo SpA, donde se desempeñó como jefe de investigación y desarrollo. Rappuoli, anteriormente fue el Jefe Global de Investigación de Vacunas para Novartis Vaccines & Diagnostics (Siena, Italia) Desde 2015, el Dr. Rappuoli se desempeña como Jefe Científico y Jefe de Investigación y Desarrollo Externos en la división de vacunas de GlaxoSmithKline y tiene su sede en Siena, Italia.
Los principales logros incluyen el desarrollo de CRM197 utilizado en Haemophilus influenzae, Neisseria meningitidis, y vacunas contra el neumococo; una vacuna contra la tos ferina acelular que contiene una toxina pertussis genéticamente desintoxicada; las primeras vacunas conjugadas contra el meningococo; MF59 adyuvante para la influenza; la vacuna derivada del genoma del meningococo B. 
Durante su carrera, introdujo varios conceptos científicos novedosos: desintoxicación genética en 1987; microbiología celular en 1996; vacunología inversa en 2000; pangenoma en 2005.

## Honores y premios
Recibió varios prestigiosos premios, entre ellos el Premio Paul Ehrlich y Ludwig Darmstaedter en 1991. Es miembro de numerosas asociaciones internacionales, incluida la Organización Europea de Biología Molecular y la Sociedad Americana de Microbiología. También es miembro del grupo de directores de investigación de la Comisión Europea y fue elegido miembro de la Academia Nacional de Ciencias de los Estados Unidos. También recibió la Medalla de oro del presidente italiano en 2005 y la Medalla de oro Albert Sabin en 2009. 
En 2013 fue nominado como la tercera persona más influyente a nivel mundial en el campo de las vacunas por Terrapin. En 2015 fue galardonado con la beca de la Facultad de Medicina de Imperial College London y el Maurice Hilleman.
En 2016 fue elegido miembro extranjero de la Royal Society.
En 2017 recibió el Premio al Inventor Europeo en la categoría de "Logro de por vida" de la Oficina Europea de Patentes. En 2019 fue galardonado con el Premio Robert Koch.